# True to Self
 (septembre 2018).
Si vous disposez d'ouvrages ou d'articles de référence ou si vous connaissez des sites web de qualité traitant du thème abordé ici, merci de compléter l'article en donnant les références utiles à sa vérifiabilité et en les liant à la section « Notes et références ».
Singles
1. Self made
Sortie : 26 mai 2017
2. Somethin Tell me
Sortie : 11 mai 2017
3. Run Me Dry
Sortie : 25 juillet 2017

True to Self  est le deuxième  album du chanteur américain Bryson Tiller sorti le 26 mai 2017 sur le label RCA Records.
Il se classe à la première place du Billboard 200 aux États-Unis où il est certifié disque d'or.

## Liste des titres
| 1.    | Rain on Me (Intro)          | 2:25 |
| 2.    | No Longer Friends           | 2:14 |
| 3.    | Don't Get Too High          | 3:29 |
| 4.    | Blowing Smoke               | 3:00 |
| 5.    | We Both Know                | 2:40 |
| 6.    | You Got It                  | 2:56 |
| 7.    | In Check                    | 3:18 |
| 8.    | Self-Made                   | 2:47 |
| 9.    | Run Me Dry                  | 2:49 |
| 10.   | High Stakes                 | 3:02 |
| 11.   | Rain Interlude              | 0:47 |
| 12.   | Teach Me a Lesson           | 3:27 |
| 13.   | Stay Blessed                | 4:06 |
| 14.   | Money Problems / Benz Truck | 4:59 |
| 15.   | Set It Off                  | 3:37 |
| 16.   | Nervermind This Interlude   | 2:14 |
| 17.   | Before You Judge            | 4:46 |
| 18.   | Somethin Tells Me           | 3:14 |
| 19.   | Always (Outro)              | 2:30 |
| 58:19 |                             |      |

## Certifications
| Pays                  | Certification | Unités certifiées |
| --------------------- | ------------- | ----------------- |
| Canada (Music Canada) | Or            | 40 000            |
| États-Unis (RIAA)     | Or            | 500 000           |